# Love Is Like (singolo)
Love Is Like è un singolo del gruppo musicale statunitense Maroon 5, pubblicato il 15 agosto 2025 come quarto estratto dall'album in studio omonimo.

## Descrizione
Il brano ha visto la partecipazione del rapper Lil Wayne.

## Video musicale
Il video, diretto da Aerin Moreno è stato pubblicato in concomitanza con l'uscita del singolo.

## Tracce
1. Love Is Like (feat. Lil Wayne) – 2:54